# 58P/Jackson-Néouïmine
Pour les articles homonymes, voir Comète Néouïmine.
58P/Jackson-Néouïmine (désignation internationale 58P/Jackson-Neujmin) est une comète périodique du système solaire, d'une période orbitale d'environ 8,2 ans. Elle a été découverte indépendamment par Cyril V. Jackson, le 20 septembre 1936 à l'Observatoire de l'Union, en Afrique du Sud, et par Grigori Néouïmine, le 21 septembre 1936 à l'Observatoire de Simeïz, en Crimée soviétique. La comète ne fut pas retrouvée lors des trois passages suivant au périhélie. Elle ne fut réobservée qu'en 1970, puis retrouvée avec succès lors des trois périhélies suivants, avant d'être à nouveau manquée en 2004 et 2012. La comète est finalement retrouvée lors du périhélie de 2020.

## Caractéristiques physiques
Le noyau de 58P/Jackson-Néouïmine a un rayon estimé à 0,6+0,45
 −0,26 kilomètre

## Évolution orbitale et observations

### Périhélie de 1936: découverte
La comète fut d'abord découverte par Cyril V. Jackson le 20 septembre 1936 sur une plaque photographique prise le 15 septembre à l'Observatoire de l'Union, en Afrique du Sud. L'astronome la décrivit comme diffuse et peu lumineuse, avec une magnitude apparente de 12. Le lendemain, le 21 septembre, Grigori Néouïmine la découvrit indépendamment depuis l'Observatoire de Simeïz, en Crimée (alors partie de la Russie au sein de l'Union soviétique). Fernand Rigaux, de l'Observatoire royal de Belgique, à Uccle, trouva ensuite la comète sur une plaque photographique exposée le 9 septembre 1936.

### Périhélies de 1945, 1953 et 1962: pas d'observations
La comète n'est pas observée lors de ses passages de 1945, 1953 et 1962.
L'apparition prévue en 1945 ne fut pas observée en raison de l'incertitude sur sa position et sa date d'apparition. Personne, y compris Elizabeth Roemer, ne parvint à la retrouver non plus en 1953. L'apparition de 1961 fut à nouveau peu favorable.

### Périhélie de 1970: réobservation
Charles Kowal réussit à retrouver la comète en septembre 1970.

### Périhélie de 1995: observation
L'apparition de 1995 fut plus favorable et la comète atteignit une magnitude apparente de 10.

### Périhélies de 2004 et 2012: pas d'observations
La comète ne fut pas observée lors de ses passages au périhélie de 2004 et 2012. La comète fut alors suspectée d'être perdue, jusqu'à ce qu'elle soit retrouvée en 2020.

### Périhélie de 2020: réobservation
La comète est réobservée lors de son passage en 2020. Elle est d'abord trouvée par H. Su dans les données de la caméra Solar Wind Anisotropies (SWAN) de l'Observatoire solaire et héliosphérique (SOHO), puis confirmée par différents observateurs au sol. Elle a alors une magnitude apparente d'environ 12.

## Tableau récapitulatif des périhélies et observations
Mis à jour le 9 avril 2020.
| Périhélie | Observation |
| --- | ----------- |
| 3 octobre 1936 | 58P/1936 S1 |
| 7 mai 1945 |             |
| 8 décembre 1953 |             |
| 20 mars 1962 |             |
| 6 août 1970 | 58P/1970 R1 |
| 26 décembre 1978 | 58P         |
| 24 mai 1987 | 58P         |
| 6 octobre 1995 | 58P         |
| 10 janvier 2004 |             |
| 11 avril 2012 |             |
| 27 mai 2020 | 58P         |
| Légende :- découverte - observée, post-découverte - observée, pré-découverte - non observée, post-découverte - non observée, pré-découverte - retour futur |             |